# Пинкове звезде (3. сезона)
Трећа сезона музичког такмичења Пинкове звезде премијерно је емитована 1. октобра 2016. године на Пинк ТВ. Водитељ је Милан Калинић, а жири Дара Бубамара, Драгана Мирковић, Зорица Брунцлик, Александра Радовић, Шабан Шаулић, Маја Николић. Финале је одржано 8. јула 2017. годинеа а победник треће сезоне по гласовима публике је Исмаил Делија, а по гласовима чланова жирија је Индира Бериша.
Стручни жири је у поптуности промењен, те је и у првом кругу такмичења била Александра Радовић, а од другог круга Маја Николић. Крајем децембра Дара Бубамара је због здравствених проблема пропустила снимање неколико емисија, те је продукција као замену довела Мају Николић. Радовићева је због те одлуке, а услед приватних несугласица са Николићевом, чинило се, привремено напустила шоу, чекајући да се Дара Бубамара врати. На Александрином месту тако се нашао Бора Ђорђевић. Дара се вратила у шоу, али Радовићева то није учинила тако да је Маја постала стални члан жирија уместо ње. Касније су Зорицу Брунцлик мењали Радиша Трајковић Ђани и Жељко Шашић; Мирковићева и Шаулић такође су одсуствовали из шоуа — Драгана због супруговог здравственог стања, а Шабан због немогућности да се са наступа врати у Србију на снимање — а мењали су их Мирољуб Аранђеловић Кемиш и Дамир Хандановић. Кемиш је мењао и Дару Бубамару која је била одсутна кратко време због обавеза око промовисања новог албума, а потом Шаулића и поново Мирковићеву. Стручни жири у последње две емисије није био присутан да не би својим коментарима утицао на гласање публике, а у суперфиналу је био у специјалном саставу и чинили су га Саша Видић, Драгана Трипић, Дамир Хандановић, Леа Киш и Саша Обрадовић.

## Учесници
- Драгана Алексић
- Индира Бериша
- Исмаил Делија
- Андреј Дорић
- Милица Јокић
- Богдан Мартиновић
- Мелика Морањкић
- Андријана Радоњић
- Сара Рељић
- Нина Станимировић
- Зорана Стефанов
- Марко Столић